# HK Jugra Chanty-Mansijsk

Hockejnij Klub Jugra Chanty-Mansijsk (ryska: Хоккейный клуб Югра Ханты-Мансийск) är en ishockeyklubb som hör hemma i Chanty-Mansijsk i västra Sibirien i Ryssland. Klubben spelade i Kontinental Hockey League (KHL) ifrån säsongen 2010/2011, till och med säsongen 2017/2018, då den istället anslöt till VHL.